# تیسپانه
تیسپانه (به لاتین: Tispane) یک منطقهٔ مسکونی در سری‌لانکا است که در استان مرکزی (سری‌لانکا) واقع شده‌است.